# Гербертсмитит
Гербертсмитит — редкий минерал, хлорид с химической формулой ZnCu3(OH)6Cl2, антиферромагнетик. Относится к группе атакамита. Назван по имени минералога Герберта Смита (G.F. Herbert Smith, 1872-1953), впервые обнаружен в Чили в 1972 году. Вторичный, образуется в близповерхностных условиях при гипергенных процессах.
В 2007 году было высказано предположение о возможной демонстрации гербертсмититом свойств спиновой жидкости. Предположение получило экспериментальное подтверждение в 2012 году. Таким образом был открыт новый тип магнетизма.